# Scylla et Glaucus
Scylla et Glaucus – jedyna opera napisana przez barokowego francuskiego kompozytora Jean-Marie Leclair'a. Została wykonana po raz pierwszy w Paryżu w roku 1746.